# The Conjuring Universe
The Conjuring Universe (no Brasil, Universo Invocação do Mal, ou popularmente chamado de Invocaverso; em Portugal, Universo The Conjuring) é uma franquia de filmes de terror estadunidense, produzida pela New Line Cinema, pela Safran Company e pela Atomic Monster Production, sendo distribuída pela Warner Bros. Pictures. Os filmes apresentam uma dramatização de casos reais baseados na vida de Ed e Lorraine Warren, investigadores paranormais e autores associados a casos proeminentes, mas controversos, de assombração. A série principal segue suas tentativas de ajudar pessoas que se encontram assombradas ou mesmo possuídas por espíritos demoníacos, enquanto os filmes derivados focalizam as origens de algumas das entidades que os Warrens encontraram.
O primeiro filme do The Conjuring Universe foi The Conjuring em 2013, seguido por Annabelle em 2014, The Conjuring 2 em 2016, Annabelle: Creation em 2017, The Nun em 2018, Annabelle Comes Home em 2019, The Conjuring: The Devil Made Me Do It em 2021 e The Nun II em 2023. Já o filme The Conjuring 4 está para sair em 5 de setembro de 2025. Os filmes são escritos, dirigidos e produzidos por diferentes indivíduos, mas um que se destaca por ter participado de todos os filmes é o diretor, produtor e roteirista James Wan. Nos filmes The Conjuring e The Conjuring 2 James Wan foi diretor, e em Annabelle, Annabelle: Creation, The Nun, Annabelle Comes Home, The Conjuring: The Devil Made Me Do It e The Nun II ele foi produtor, sendo que também foi roteirista em The Conjuring 2, em The Nun e em Annabelle Comes Home. Também já está escalado para ser produtor de The Conjuring 4.
A franquia também se envolveu em algumas ações judiciais, onde destaca-se a abertura de um processo de 900 milhões de dólares feito por Gerald Brittle, autor de um livro sobre os Warrens chamado The Demonologist, de 1980, onde esse alegava que tinha os direitos exclusivos da história dos Warrens e que tinha sido ilegalmente roubado pelos estúdios e produtores. No entanto, a Warner Bros. resolveu o processo, revelando que Tony DeRosa-Grund, o produtor do filme original, era o "mentor" por trás do processo, sem que Brittle nunca tivesse se envolvido. A franquia, atualmente, conta com sete filmes que provaram ser bem-sucedidos nas bilheterias, com ganhos combinados de mais de 2,1 bilhões de dólares em todo o mundo, fazendo com que o The Conjuring Universe se tornasse, até ao momento, a franquia de horror de maior bilheteria da história (como também a primeira a passar da marca de um bilhão de dólares e a única até o momento a alcançar a marca de 2 bilhões) e a 28.ª maior franquia de todos os tempos.

## Visão geral

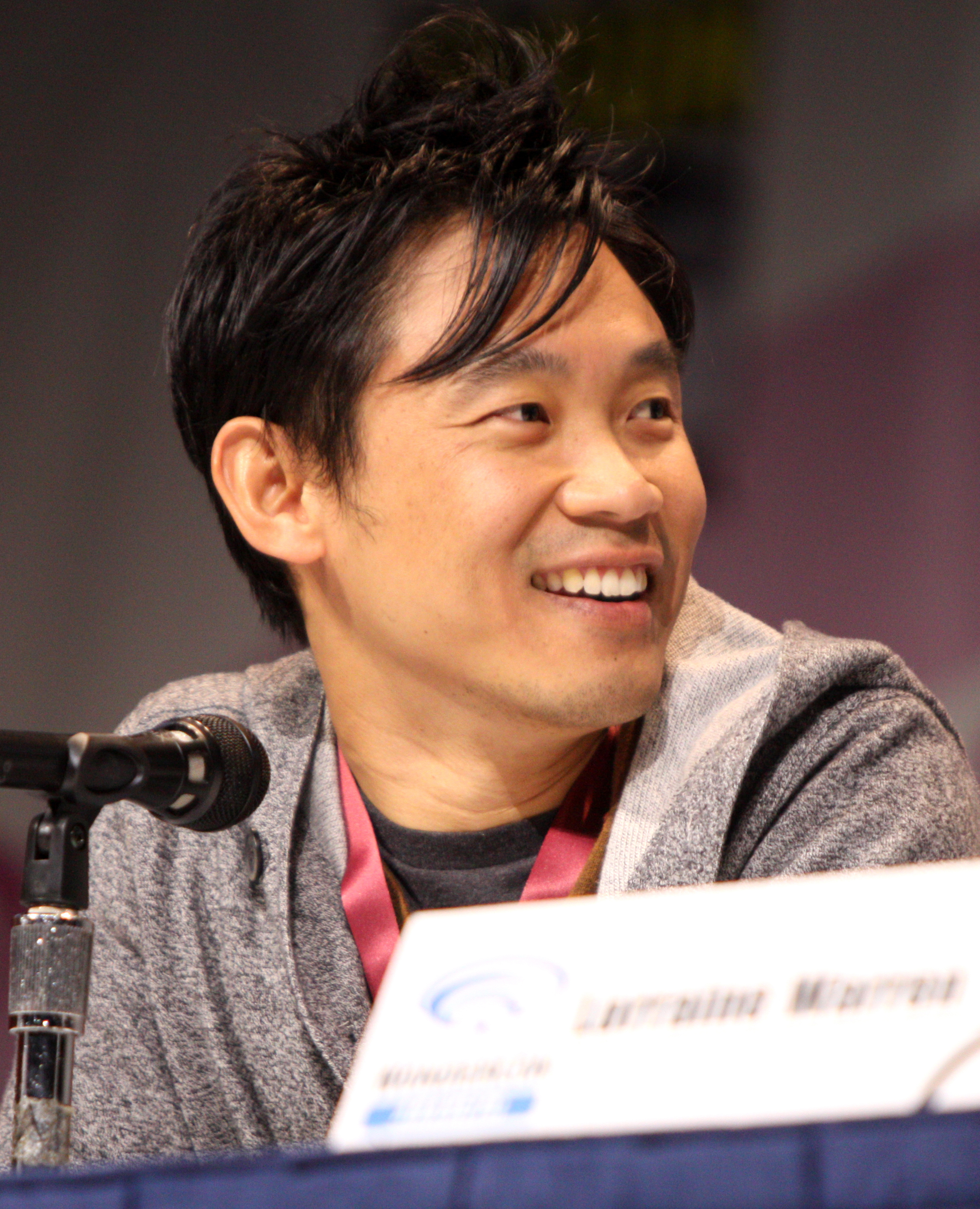
James Wan na WonderCon em 2013.

A franquia, atualmente, consiste em três filmes da série principal, The Conjuring (2013), The Conjuring 2 (2016) e The Conjuring: The Devil Made Me Do It (2021), mas apenas o primeiro e o segundo foram dirigidos por James Wan. Os três foram coproduzidos por Peter Safran e Rob Cowan, e coescritos por Chad Hayes e Carey Hayes. Os filmes giram em torno de três dos muitos casos paranormais famosos dos quais os Warrens fizeram parte, com o primeiro filme retratando o caso da família Perron, que está experimentando eventos perturbadores em sua casa recém-adquirida em Rhode Island, e com o segundo filme focando-se sobre o polêmico caso do Poltergeist de Enfield, enquanto brevemente referencia os eventos que inspiraram o The Amityville Horror. Já o terceiro fala sobre o caso de Arne Chayenne Jonhson em Brokfield, ocorrido em 1981.
O filme Annabelle (2014) também está incluído na franquia, uma prequela dirigida pelo cineasta John R. Leonetti e produzida por Safran e James Wan, que revelou os eventos da boneca de mesmo nome antes de os Warrens entrarem em contato com ela no início do primeiro filme. Uma prequela de Annabelle, Annabelle: Creation (2017), dirigida por David F. Sandberg, mostra os eventos das origens da boneca manipulada por demônios. Um terceiro filme de Annabelle, chamado Annabelle Comes Home, foi lançado nos Estados Unidos em 26 de junho de 2019, com o escritor de franquias Gary Dauberman fazendo sua estreia como diretor, a partir de um roteiro que ele próprio escreveu. O produtor James Wan chamou a história de "Knightmare at the Museum", comparando os eventos a Night at the Museum, onde Annabelle ativa os objetos assombrados na sala de artefatos dos Warrens.
O filme The Nun, uma prequela baseada em uma personagem introduzida em The Conjuring 2, foi lançado em 2018, e uma sequência, intitulada The Nun II, está programada para ser lançada em 8 de setembro de 2023. O outro filme spin-off da série de filmes The Conjuring, intitulado The Crooked Man, foi cancelado.
Os dois filmes The Conjuring foram recebidos com críticas positivas por parte dos críticos e fãs de horror, sendo elogiados pela direção de James Wan e pelos principais atores do elenco, particularmente os de Patrick Wilson e Vera Farmiga, como Ed e Lorraine. Os críticos também reconheceram o impacto que os filmes tiveram na cultura popular, assim como na produção de filmes de terror modernos. A primeira entrada na série de filmes Annabelle recebeu mais críticas negativas, sendo considerada por muitos, principalmente fãs da primeira foto, como um filme inferior ao seu antecessor. Annabelle: Creation e Annabelle Comes Home foram recebidos com críticas positivas. O filme The Nun, por outro lado, recebeu críticas geralmente mistas e negativas. Os três principais filmes da franquia e seus quatro spin-offs provaram ser bem-sucedidos nas bilheterias, com ganhos combinados de mais de 2,1 bilhões em todo o mundo, sendo a franquia de horror de maior bilheteria da história, a primeira a passar da marca de um bilhão de dólares e uma das mais aclamadas pela crítica.

## Desenvolvimento
O desenvolvimento começou há mais de 20 anos antes da estreia do primeiro filme, quando Ed Warren gravou uma fita da entrevista original de Lorraine com Carolyn Perron para o produtor Tony DeRosa-Grund. DeRosa-Grund fez uma gravação de Warren reproduzindo a fita e a discussão subsequente. No final da fita, Warren disse a DeRosa-Grund: "Se não podemos fazer isso em um filme, não sei o que podemos". DeRosa-Grund então descreveu sua visão do filme para Ed. DeRosa-Grund escreveu o roteiro original e intitulou o projeto The Conjuring. Por quase 14 anos, ele tentou fazer o filme sem sucesso. Ele originalmente conseguiu um acordo para fazer o filme na Gold Circle Films, a produtora por trás de The Haunting in Connecticut, mas um contrato não pôde ser finalizado e o acordo foi cancelado.

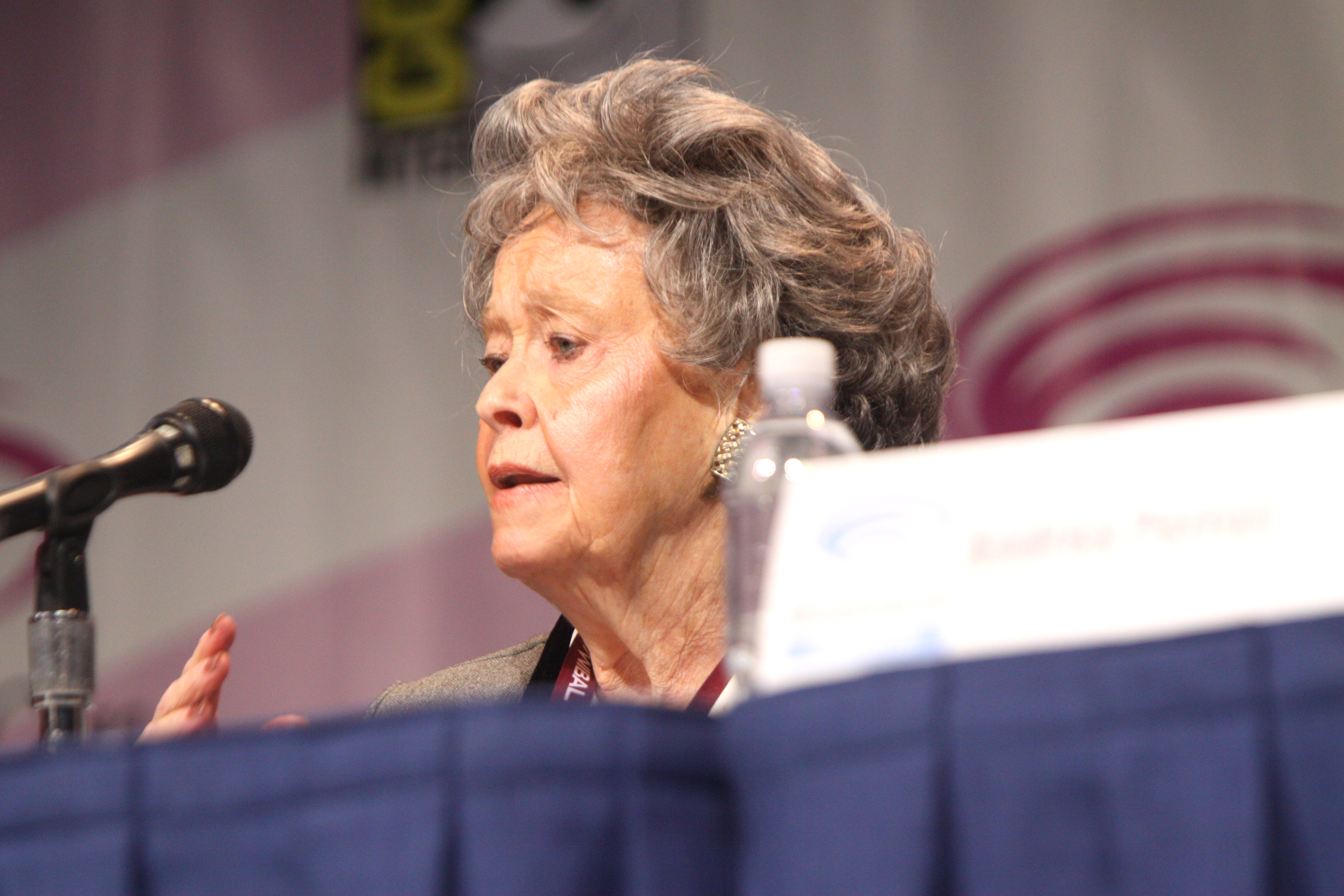
Lorraine Warren falando na WonderCon em 2013.

DeRosa-Grund, aliado ao produtor Peter Safran, e aos irmãos Chad Hayes e Carey Hayes foram convocados para refinar o roteiro. Usando o tratamento de DeRosa-Grund e a fita de Ed Warren, os irmãos Hayes mudaram o ponto de vista da história da família Perron para a dos Warrens. Os irmãos entrevistaram Lorraine Warren muitas vezes pelo telefone para esclarecer detalhes. Em meados de 2009, a propriedade tornou-se alvo de uma guerra de seis estúdios de licitação que levou o filme à Summit Entertainment. No entanto, DeRosa-Grund e Summit não puderam concluir a transação e o filme entrou em reviravolta. DeRosa-Grund se reconectou com a New Line Cinema, que havia perdido na guerra de lances inicial, e o estúdio finalmente pegou o filme. Em 11 de novembro de 2009, foi feito um acordo entre a New Line e o Evergreen Media Group, de DeRosa-Grund.

## Filmes
| Filme                                  | Data de lançamento    | Diretor(es)       | Roteirista(s)                                                           | História(s)                                 | Produtor(es)                                |
| -------------------------------------- | --------------------- | ----------------- | ----------------------------------------------------------------------- | ------------------------------------------- | ------------------------------------------- |
| The Conjuring                          | 19 de julho de 2013   | James Wan         | Chad Hayes e Carey W. Hayes                                             | Chad Hayes e Carey W. Hayes                 | Rob Cowan, Peter Safran e Tony DeRosa-Grund |
| Annabelle                              | 3 de outubro de 2014  | John R. Leonetti  | Gary Dauberman                                                          | Gary Dauberman                              | James Wan e Peter Safran                    |
| The Conjuring 2                        | 10 de junho de 2016   | James Wan         | James Wan, Chad Hayes, Carey W. Hayes e David Leslie Johnson-McGoldrick | James Wan, Chad Hayes e Carey W. Hayes      | Rob Cowan, James Wan e Peter Safran         |
| Annabelle: Creation                    | 11 de agosto de 2017  | David F. Sandberg | Gary Dauberman                                                          | Gary Dauberman                              | James Wan e Peter Safran                    |
| The Nun                                | 7 de setembro de 2018 | Corin Hardy       | Gary Dauberman                                                          | James Wan e Gary Dauberman                  | James Wan e Peter Safran                    |
| Annabelle Comes Home                   | 26 de junho de 2019   | Gary Dauberman    | Gary Dauberman                                                          | James Wan e Gary Dauberman                  | James Wan e Peter Safran                    |
| The Conjuring: The Devil Made Me Do It | 4 de junho de 2021    | Michael Chaves    | David Leslie Johnson-McGoldrick                                         | James Wan e David Leslie Johnson-McGoldrick | James Wan e Peter Safran                    |
| The Nun II                             | 8 de setembro de 2023 | Michael Chaves    | Ian Goldberg, Akela Cooper e Richard Naing                              | James Wan e Akela Cooper                    | James Wan, Peter Safran e Judson Scott      |
| The Conjuring 4                        | TBA                   | TBA               | David Leslie Johnson-McGoldrick                                         | David Leslie Johnson-McGoldrick             | James Wan e Peter Safran                    |

### Linha do tempo
Uma linha do tempo oficial para os filmes da série The Conjuring foi lançada dentro de um curta-metragem para The Nun. O curta-metragem estabeleceu que todos os nove filmes acontecem entre 1952 e 1981, com The Nun em primeiro lugar, seguido por The Nun II, Annabelle: Creation, Annabelle, The Conjuring, Annabelle Comes Home, The Conjuring 2 e, por último, The Conjuring: The Devil Made Me Do It. Embora a história principal em Annabelle: Creation ocorra em 1958 e vá até 1970, o filme em si inclui sequências de flashback de 1946. Também é de se destacar que a cena final de The Nun ocorre em 1971.
| Ano  | Filmes                                 |
| ---- | -------------------------------------- |
| 1952 | The Nun                                |
| 1956 | The Nun II                             |
| 1958 | Annabelle: Creation                    |
| 1970 | Annabelle                              |
| 1971 | The Conjuring                          |
| 1972 | Annabelle Comes Home                   |
| 1977 | The Conjuring 2                        |
| 1981 | The Conjuring: The Devil Made Me Do It |

### FilmesThe Conjuring

#### The Conjuring(2013)
Em janeiro de 2012, Bloody Disgusting confirmou James Wan como diretor de um filme intitulado The Warren Files, depois veio a se chamar The Conjuring, centrando-se nas aventuras da vida real de Ed e Lorraine Warren, um casal que investigou eventos paranormais. Em sua segunda colaboração com James Wan, Patrick Wilson estrelou ao lado de Vera Farmiga nos papéis principais de Ed e Lorraine Warren. A produção começou em Wilmington, Carolina do Norte, em fevereiro de 2012, e as cenas foram filmadas em ordem cronológica. O filme focou-se no caso dos Warrens em 1971, no qual eles investigaram a maldição de uma bruxa em uma fazenda em Harrisville, Rhode Island. O The Conjuring foi lançado em 19 de julho de 2013 (EUA), com críticas positivas e sucesso crítico, arrecadando mais de 319,4 milhões em todo o mundo com um orçamento de 20 milhões de dólares, e se tornando um dos filmes de terror mais lucrativos da história e o maior filme da franquia em bilheteria doméstica (América do Norte).

#### The Conjuring 2(2016)
Em junho de 2013, foi relatado que a New Line Cinema já estava desenvolvendo uma sequência, com ambos Farmiga e Wilson assinando para reprisar seus papéis.  Em 21 de outubro, foi anunciado que James Wan voltaria para dirigir a sequência e faria sua primeira contribuição como escritor na franquia. A fotografia principal começou em setembro de 2015 em Los Angeles e foi concluída em dezembro de 2015 em Londres. O filme focou-se no caso de Enfield Poltergeist em Londres em 1977, enquanto referenciava brevemente os eventos que inspiraram The Amityville Horror.
O filme foi lançado em 10 de junho de 2016 (EUA), e recebeu críticas positivas tanto da crítica quanto do público; alguns concordaram que o filme era muito superior a outras sequências de terror, enquanto outros debatiam se o filme havia superado seu antecessor em qualidade. Provando ser igualmente bem-sucedido para a primeira entrada na série, o filme se tornou mais uma adição lucrativa à franquia, tendo arrecadado mais de 320,3 milhões em todo o mundo a partir de um orçamento de 40 milhões, se tornando o segundo filme de horror de maior bilheteria de todos os tempos, seguindo O Exorcista.

#### The Conjuring: The Devil Made Me Do It(2021)
Em relação a um potencial terceiro filme da série The Conjuring, James Wan declarou: "Pode haver muito mais filmes The Conjuring, porque os Warrens têm tantas histórias." Os roteiristas Chad Hayes e Carey Hayes também manifestaram interesse em trabalhar em uma história para outra sequela. No entanto, James Wan afirmou que ele pode ser incapaz de dirigir o filme devido a seus compromissos com outros projetos. Ele disse ao jornal Collider, "Assumindo que temos a sorte de ter um terceiro capítulo, há outros cineastas que eu adoraria que continuassem no mundo de The Conjuring, se tivermos sorte." James Wan também afirmou que, se um terceiro filme for feito, idealmente ocorreria na década de 1980. James Wan, mais tarde, afirmou que a sequela poderia incluir um Lobisomem, dizendo: "Talvez possamos ir e fazê-lo como o clássico Um Lobisomem Americano em Londres. Isso seria incrível! Os Warrens se depararam com o pano de fundo de O Cão dos Baskervilles. Seria incrível."
Em maio de 2017, Safran comentou sobre a improbabilidade de ser um filme de casa assombrada. Em junho de 2017, foi anunciado que o filme estava em desenvolvimento, com o coescritor do The Conjuring 2, David Leslie Johnson, contratado para escrever o roteiro. Em agosto de 2017, James Wan disse à revista Entertainment Weekly, que os cineastas "têm trabalhado duro no The Conjuring: The Devil Made Me Do It", e que "estamos trabalhando no roteiro, e ainda assim nos preparando. Queremos que o roteiro esteja em um lugar realmente bom. Com o quanto as pessoas amaram os dois primeiros [filmes The Conjuring], eu não quero me apressar para o terceiro, se possível". Em setembro de 2018, o produtor Peter Safran afirmou que o roteiro estava quase pronto e que a produção começaria em algum momento do ano de 2019. O lançamento do filme estava programado para 11 de setembro de 2020, porém, em julho de 2020, a Warner Bros. adiou o filme para 4 de junho de 2021 devido à pandemia de COVID-19.

#### The Conjuring 4(TBA)
Em outubro de 2022, foi anunciado que uma sequência de The Conjuring: The Devil Made Me Do It estava em desenvolvimento. David Leslie Johnson-McGoldrick atuará como roteirista, enquanto James Wan e Peter Safran atuarão como produtores, sendo que Patrick Wilson e Vera Farmiga estavam em negociações iniciais para reprisar seus papéis nos filmes anteriores. Mais tarde, Wan confirmou que Wilson e Farmiga irão reprisar seus papéis.
The Conjuring: Last Rites está agendado para ser lançado em 5 de setembro de 2025.

### FilmesAnnabelle

#### Annabelle(2014)
Um filme spin-off, focado nas origens da boneca Annabelle, que foi introduzida em The Conjuring, foi anunciado logo após o lançamento de The Conjuring, principalmente devido ao sucesso de bilheteria mundial do filme, e uma recepção positiva em relação ao personagem. A produção começou em janeiro de 2014 em Los Angeles. O enredo se concentrava em John e Mia Form, um casal esperando um filho, cuja boneca Annabelle é possuída por um espírito vingativo depois que um grupo de culto invade sua casa e é assassinado. O filme foi dirigido pelo cineasta Conjurando John R. Leonetti e produzido por Safran e James Wan, com Gary Dauberman por trás do roteiro. O filme foi lançado mundialmente em 3 de outubro de 2014 (EUA), com grande sucesso comercial, tendo arrecadado mais de 257 milhões em todo o mundo a partir de um orçamento de 6,5 milhões, tornando-se o 14º filme de terror mais lucrativo da América do Norte, apesar de receber críticas negativas e mistas de críticos e fãs. Muitos críticos acharam que Annabelle era um filme inferior comparado com The Conjuring.

#### Annabelle: Creation(2017)
Em outubro de 2015, foi confirmado que uma sequência de Annabelle estava em desenvolvimento; mais tarde foi revelado que o filme seria um prequela em vez de uma continuação. As filmagens começaram em junho de 2016 em Los Angeles. O enredo do filme centra-se em um boneco e sua esposa, cuja filha morreu tragicamente doze anos antes, quando eles decidem abrir sua casa para uma freira e várias meninas de um orfanato fechado; Annabelle, a possuída criação do criador de bonecas, fixa seus olhos nas crianças e transforma seu abrigo em uma tempestade de horror. O diretor de Lights Out, David F. Sandberg, substituiu Leonetti como diretor, com Dauberman voltando a escrever o roteiro e Safran e James Wan voltando à produção. O filme foi lançado mundialmente em 11 de agosto de 2017 (EUA), com sucesso crítico e comercial, tendo arrecadado mais de 306,5 milhões em todo o mundo a partir de um orçamento de 15 milhões. A maioria dos críticos considerou Annabelle: Creation uma grande melhoria em relação ao seu antecessor.

#### Annabelle Comes Home(2019)
Em abril de 2018, a Warner Bros. anunciou o dia 3 de julho de 2019 como a data de lançamento de um novo filme ainda sem título da franquia The Conjuring. No final daquele mês, foi anunciado que o filme seria um terceiro filme de Annabelle, com Gary Dauberman assinando contrato para escrever e dirigir o filme em sua estreia na direção. James Wan e Peter Safran irão coproduzir o projeto.
Durante a SDCC de 2018, James Wan e Safran revelaram que o filme seria montado após os eventos de Annabelle e se focaria na boneca depois que ela foi mantida na caixa de vidro no museu dos Warrens.
Em setembro de 2018, Michael Burgress foi contratado como cinematográfico do filme. Mais tarde naquele mês, Mckenna Grace e Madison Iseman foram escaladas para o filme como Judy Warren, a filha de 10 anos dos Warrens, e como uma das babás adolescentes de Judy, respectivamente. Em outubro, Katie Sarife se juntou ao elenco do filme. A produção começou em outubro de 2018, em Los Angeles, com Wilson e Farmiga reprisando seus papéis como Ed e Lorraine Warren.
O filme foi lançado nos Estados Unidos em 26 de junho de 2019 e arrecadou mais de 228,5 milhões de dólares mundialmente, tornado-se o menor filme em bilheteria da série de filmes Annabelle, tanto domesticamente como internacionalmente.

#### Possível quarto filmeAnnabelle
Após o lançamento de Annabelle Comes Home em junho de 2019, Gary Dauberman reconheceu a possibilidade de um quarto filme de Annabelle, afirmando que há potencial para vários filmes derivados centrados nos outros artefatos amaldiçoados e suas entidades também. O produtor Peter Safran também comentou sobre a possibilidade, afirmando que eles continuarão a desenvolver e criar filmes "enquanto [eles] continuarem tendo histórias originais para contar. No momento em que você começar a se repetir e realmente diluir a boa vontade que existe por aí, então é o começo do fim".

### FilmesThe Nun

#### The Nun(2018)
Em 15 de junho de 2016, foi relatado que um filme spin-off intitulado The Nun, com a personagem "Demon Nun" Valak de The Conjuring 2, estava em desenvolvimento com o coescritor de The Conjuring 2, David Leslie Johnson, escrevendo o roteiro, e James Wan e Safran se preparam para produzir o projeto. Em fevereiro de 2017, foi anunciado que Corin Hardy assinou contrato para dirigir o filme. Gary Dauberman também foi relatado para ter escrito um novo roteiro baseado em um tratamento de história de James Wan e Dauberman.
Em abril de 2017, foi revelado que Demián Bichir havia se juntado ao elenco do filme no papel principal. Nesse mesmo mês, Taissa Farmiga se juntou ao elenco do filme, no papel titular. Bonnie Aarons juntou-se ao elenco para reprisar seu papel no filme.
O enredo do filme segue uma freira, um padre e um noviciado enquanto investigam um segredo profano e confrontam uma força malévola na forma de uma freira demoníaca. As filmagens começaram em maio de 2017 em Bucareste, Romênia.
Em 12 de agosto de 2017, James Wan discutiu a possibilidade de uma sequela de The Nun e qual seria o enredo: "Eu sei onde potencialmente, se The Nun der certo, para onde The Nun II poderia levar e como isso se relaciona com a história de Lorraine que nós montamos com os dois primeiros The Conjuring e fazemos tudo entrar em um círculo completo". O filme foi lançado em 7 de setembro de 2018, tendo arrecadado mais de 365,5 milhões de dólares em todo o mundo, a partir de um orçamento de 22 milhões, se tornando, assim, no maior filme da franquia em bilheteria internacional e mundial, ultrapassando The Conjuring 2.

#### The Nun 2(2023)
Antes do lançamento de The Nun, Wan discutiu a possibilidade de uma sequência e qual seria seu enredo: "Eu sei onde potencialmente, se The Nun funcionar, onde The Nun 2 pode levar e como isso se relaciona com a história de Lorraine que montamos com os dois primeiros Conjurings e fechamos o círculo".
Em abril de 2019, foi anunciado por Peter Safran que The Nun 2 já estava em desenvolvimento, afirmando que há um enredo "muito divertido" planejado para o filme. "Eu acho que há uma inevitabilidade para outro filme The Nun", afirmou Safran, falando para a Entertainment Weekly. Mais tarde naquele mês, Akela Cooper assinou o projeto como roteirista do filme, enquanto Safran e Wan foram escolhidos como produtores. Bonnie Aarons expressou interesse em reprisar seu papel como o demônio principal na sequência. Em fevereiro de 2022, Taissa Farmiga afirmou que teve discussões com a Warner Bros. Pictures sobre reprisar seu papel do primeiro filme, afirmando que as restrições à indústria cinematográfica como resultado da pandemia de COVID-19 atrasaram o projeto. A Warner Bros. anunciou oficialmente o filme em abril como parte de sua próxima lista no CinemaCon de 2022. Michael Chaves foi confirmado como diretor. As filmagens começaram em 29 de abril de 2022, com Bonnie Aarons reprisando seu papel como Valak. Em setembro de 2022, foi revelado que Ian Goldberg e Richard Naing haviam contribuído para o roteiro como coautores do rascunho mais recente. Storm Reid se juntou ao elenco em um papel principal para o filme, sendo que as suas filmagens começaram em 6 de outubro de 2022. Taissa Farmiga e Jonas Bloquet reprisaram seus papéis como Irmã Irene e Maurice "Frenchie" Theriault, com Anna Popplewell e Katelyn Rose Downey se juntaram ao elenco.
The Nun 2 está agendado para ser lançado em 8 de setembro de 2023.

### Outros filmes
Já foi rumorizado que o filme "The Curse of La Llorona" seria parte do "Universo Invocação do Mal" pelas referências como Tony Amendola reprisando seu papel de Annabelle como Padre Pérez. O personagem dá direção à família que está sendo atormentada pelo espírito maligno e relaciona a assombração às suas experiências com a entidade demoníaca ligada à boneca. Essa informação foi confirmada como falsa pelo diretor do filme.

#### Possíveis sequências espin-offs
Em junho de 2017, o produtor Peter Safran afirmou que, embora o estúdio não incorporasse personagens de outros trabalhos originais independentes, havia vários projetos em desenvolvimento. Mais tarde, ele reiterou que projetos futuros só serão feitos que tenham uma conexão direta com os Warrens e os outros filmes lançados na franquia, afirmando que eles continuarão a ser feitos "enquanto [nós] continuarmos tendo histórias originais para contar". Em maio de 2021, ele disse que havia vários projetos futuros em vários estágios de desenvolvimento, com Patrick Wilson e Vera Farmiga pretendendo reprisar seus papéis. Safran afirmou: "[Eles] são atores tão únicos e retratam Ed e Lorraine tão lindamente que adoraríamos continuar fazendo esses filmes com eles. Ed e Lorraine investigaram casos por 50 anos, então temos outros 40 anos com Patrick e Vera antes que acabemos".
Após o lançamento de Annabelle Comes Home em junho de 2019, Gary Dauberman revelou que entidades específicas receberam histórias de fundo detalhadas que ele escreveu durante a produção de Annabelle Comes Home. Desenvolvido com Wan, ele afirmou que o futuro da franquia irá explorar diferentes subgêneros do horror; afirmando que um filme de terror psicológico centrado em The Nun, e um filme de terror slasher centrado em The Samurai, foram exemplos de opções que foram discutidas para desenvolvimento.
Em junho de 2021, após o lançamento de The Conjuring: The Devil Made Me Do It, Michael Chaves revelou que o filme foi originalmente planejado para se relacionar diretamente com o próximo filme spin-off; centrado em torno de um personagem demoníaco que foi cortado do terceiro Conjuring, conhecido como o Demônio Perdido, Chaves afirmou que esta entidade seria notável porque tinha sido inteiramente baseada em descrições de testemunhas verdadeiras. Embora a revelação completa do personagem tenha sido removida do corte final, bem como uma subtrama em que Isla, a ocultista, estava trabalhando com o demônio, o cineasta observou que é a mesma entidade que atormenta David no leito d'água e finalmente entra em seu corpo. Ele expressou esperança de que um dia o projeto recebesse luz verde. Chaves comentou que James Wan tem vários "casos na manga" de Warren, com "muita coisa ... para explorar". O cineasta reconheceu que sabia o que estava sendo desenvolvido enquanto expressava sua empolgação como fã de ver o que seria lançado primeiro.

#### Cancelamento deThe Crooked Man
Em 31 de maio de 2017, Safran disse que havia a possibilidade de um filme do Crooked Man. Em 14 de junho de 2017, foi relatado que um filme spin-off intitulado The Crooked Man, apresentando o personagem de mesmo nome do filme The Conjuring 2, estava em desenvolvimento com Mike Van Waes escrevendo o roteiro baseado história de James Wan. Wan e Safran estão prontos para produzir o projeto.
Em agosto de 2017, Wan disse à revista Entertainment Weekly que The Crooked Man ainda estava no início do processo de desenvolvimento, afirmando que o filme estava em "estágios iniciais" e que a intenção do filme em potencial era entrar no subgênero "conto de fadas das trevas" de filmes de terror. Em setembro de 2018, Safran deu uma atualização sobre o projeto, afirmando que o roteiro estava em andamento para ser escrito e que o estúdio pretendia esperar até que a história fosse totalmente desenvolvida antes que a produção começasse. Ele explicou ainda que a intenção era que cada um dos diferentes filmes da franquia tivessem um estilo próprio.
Mais tarde, ele afirmou que, embora The Crooked Man fosse o próximo filme após The Conjuring 2, o projeto foi adiado em favor de uma produção acelerada de The Nun devido à resposta do público ao personagem. Em novembro de 2022, Wan anunciou que o projeto foi cancelado e não seguiria adiante, afirmando que a decisão estava fora de seu controle.

## Curtas-metragens
| Curtas                 | Data de lançamento     | Diretor(es)                     | Roteirista(s)                   | História(s)                     | Cinematográfico(s)           | Produtor(es)                                |
| ---------------------- | ---------------------- | ------------------------------- | ------------------------------- | ------------------------------- | ---------------------------- | ------------------------------------------- |
| The Nurse              | 16 de agosto de 2017   | Julian Terry                    | Alexander Anderson              | Alexander Anderson              | Will Weprin                  | Julian Terry e Alexander Anderson           |
| The Confession         | 26 de agosto de 2017   | Liam Banks                      | Liam Banks e Jonathan Butler    | Liam Banks e Jonathan Butler    | Tom Auzins e Jonathan Butler | Liam Banks e Charlie Clarke                 |
| What's Wrong With Mom? | 04 de setembro de 2017 | Raùl Bribiesca                  | Raùl Bribiesca                  | Raùl Bribiesca                  | Alejandra Salcido            | Charloth Hernández e Ricardo de la Parra T. |
| Blund's Lullaby        | 14 de setembro de 2017 | Magda Lindblom e Amanda Nilsson | Magda Lindblom e Amanda Nilsson | Magda Lindblom e Amanda Nilsson | Per Lindberg                 | Magda Lindblom e Amanda Nilsson             |
| Almas Inocentes        | 03 de novembro de 2017 | Alejandro López                 | Alejandro López                 | Alejandro López                 | Alejandro López              | Alejandro López                             |

Em 7 de julho de 2017, a Warner Bros., em conjunto com James Wan, anunciou o concurso "My Annabelle Creation" como promoção para o então próximo filme Annabelle: Creation. Os participantes da competição foram filmar um curta-metragem que "parece que pode existir dentro do mundo The Conjuring estabelecido", com os diretores dos filmes vencedores tendo seus filmes feitos canônicos para a cronologia da série e ganhando um viagem a Los Angeles para se reunir com David F. Sandberg, diretor de Annabelle: Creation. O prazo de inscrição foi 27 de julho de 2017, com cinco vencedores separados da competição, sendo selecionados dos Estados Unidos, do Reino Unido, do México, da Suécia e da Colômbia.

### The Nurse
Em 17 de agosto de 2017, o vencedor da competição nos Estados Unidos foi anunciado como Julian Terry, por seu curta-metragem The Nurse. Com menos de 2 minutos de duração e filmado ao longo de quatro dias, o filme gira em torno de uma menina enfaixada e temporariamente cega chamada Emily (Aria Walters) que tenta iludir a Enfermeira Demoníaca (Hannah Palazzi).

### The Confession
Em 26 de agosto de 2017, o vencedor da competição no Reino Unido foi anunciado como Liam Banks, por seu curta-metragem The Confession. Com pouco mais de 2 minutos de duração e filmado em uma semana, o filme gira em torno de uma jovem psicologicamente lesionada (Esmee Matthews) confessando a um padre (Charlie Clarke) sobre seus terríveis encontros com Diana Walter e o The Crooked Man.

### What's Wrong With Mom?
Em 4 de setembro de 2017, o vencedor da competição no México foi anunciado como Raùl Bribiesca, por seu curta-metragem What's Wrong With Mom?. Com exatamente 2 minutos de duração e filmado em uma única cena, o filme gira em torno de uma filha (Carina Pámenes) e do pai (Fabián Hurtado) enquanto rezam a Deus para exorcizar a mãe e esposa (Perla Corona) de um demônio que teletransporta e que está possuindo ela, chamado "Marifer".

### Blund's Lullaby
Em 14 de setembro de 2017, a vencedora da competição na Suécia foi anunciado como Amanda Nilsson e Magda Lindblom, por seu curta-metragem Blund's Lullaby. Com pouco mais de 2 minutos de duração, o filme foi inspirado na versão nórdica de João Pestana, conhecido como John Blund.

### Almas Inocentes
Em 3 de novembro de 2017, o vencedor da competição na Colômbia foi anunciado como Alejandro López, por seu curta-metragem Almas Inocentes, que possui, exatamente, 2 minutos de duração.

## Elenco principal e personagens
| Indicadores | Descrição |
| ----------- | --- |
|             | Indica que o personagem não estava no filme ou que a presença oficial do personagem ainda não foi confirmada. |
| A           | Indica uma aparência através de imagens de arquivo.                                                           |
| C           | Indica um papel cameo.                                                                                        |
| O           | Indica um papel como uma versão mais antiga do personagem.                                                    |
| V           | Indica um papel apenas de voz.                                                                                |
| Y           | Indica um papel como uma versão mais nova do personagem.                                                      |

| Personagens       | Filmes           | Filmes                     | Filmes                            | Filmes                         | Filmes                          | Filmes               | Filmes                                 | Filmes                          | Filmes         |
| Personagens       | The Conjuring    | Annabelle                  | The Conjuring 2                   | Annabelle: Creation            | The Nun                         | Annabelle Comes Home | The Conjuring: The Devil Made Me Do It | The Nun 2                       |                |
| Personagens       | 2013             | 2014                       | 2016                              | 2017                           | 2018                            | 2019                 | 2019                                   | 2021                            | 2023           |
| ----------------- | ---------------- | -------------------------- | --------------------------------- | ------------------------------ | ------------------------------- | -------------------- | -------------------------------------- | ------------------------------- | -------------- |
| Annabelle         | Aparição         | Aparição                   | Aparição                          | Aparição                       |                                 | Aparição             | Aparição                               |                                 |                |
| Camilla           | Amy Tipton       | Amy Tipton                 |                                   |                                |                                 |                      | Sade Katarina                          |                                 |                |
| Debbie            | Morganna May     | Morganna May               |                                   |                                |                                 |                      | Kenzie Caplan                          |                                 |                |
| Malthus           | Joseph Bishara   | Joseph Bishara             |                                   | Joseph BisharaFred TatascioreV |                                 |                      | Alexander Ward                         |                                 |                |
| Mia Form          |                  | Annabelle Wallis           |                                   | Annabelle WallisA              |                                 |                      |                                        |                                 |                |
| John Form         |                  | Ward Horton                |                                   | Ward HortonA                   |                                 |                      |                                        |                                 |                |
| Padre Gordon      | Steve Coulter    |                            | Steve Coulter                     |                                |                                 |                      | Steve Coulter                          | Steve Coulter                   |                |
| Janice Higgins    |                  | Tree O'TooleKeira DanielsY |                                   | Talitha BatemanTree O'TooleO   |                                 |                      | Tree O'TooleA                          |                                 |                |
| Pete Higgins      |                  | Brian Howe                 |                                   | Brian Howe                     |                                 |                      |                                        |                                 |                |
| Sharon Higgins    |                  | Kerry O'Malley             |                                   | Kerry O'Malley                 |                                 |                      |                                        |                                 |                |
| Thin Man          |                  | Trampas Thompson           |                                   | Trampas Thompson               |                                 |                      |                                        |                                 |                |
| Annabelle Mullins |                  |                            |                                   | Samara Lee                     |                                 |                      | Samara Lee                             |                                 |                |
| Padre Perez       |                  | Tony Amendola              |                                   |                                |                                 | Tony Amendola        |                                        |                                 |                |
| Carolyn Perron    | Lili Taylor      |                            |                                   |                                | Lili TaylorA                    |                      |                                        |                                 |                |
| Rick              | Zach Pappas      | Zach Pappas                |                                   |                                |                                 |                      |                                        |                                 |                |
| Maurice Theriault | Christof Veillon |                            | Christof VeillonA                 |                                | Jonas BloquetChristof VeillonOA |                      |                                        |                                 | Jonas Bloquet  |
| Irmã Irene        |                  |                            |                                   |                                | Taissa Farmiga                  |                      |                                        |                                 | Taissa Farmiga |
| Drew Thomas       | Shannon Kook     |                            | Shannon Kook                      |                                | Shannon KookA                   |                      |                                        | Shannon Kook                    |                |
| ValakA Freira     |                  |                            | Joseph BisharaRobin Atkin DownesV |                                | Bonnie AaronsJoseph BisharaV    |                      |                                        |                                 | Bonnie Aarons  |
| ValakA Freira     |                  |                            | Bonnie Aarons                     | Bonnie AaronsC                 | Bonnie AaronsJoseph BisharaV    |                      |                                        |                                 |                |
| ValakA Freira     |                  | Javier Botet               |                                   |                                |                                 |                      |                                        |                                 |                |
| Ed Warren         | Patrick Wilson   | Patrick WilsonV            | Patrick Wilson                    |                                | Patrick WilsonA                 |                      | Patrick Wilson                         | Patrick WilsonMitchell HoogY    |                |
| Judy Warren       | Sterling Jerins  |                            | Sterling Jerins                   |                                | Sterling JerinsA                |                      | Mckenna Grace                          | Sterling Jerins                 |                |
| Lorraine Warren   | Vera Farmiga     |                            | Vera Farmiga                      |                                | Vera FarmigaA                   |                      | Vera Farmiga                           | Vera FarmigaMegan Ashley BrownY |                |

## Equipe
| Filme                                  | Compositor(es)                   | Cinematográfico(s)                                               | Editor(es)                   | Companhia(s) produtora(s)                                                                   | Distribuidora         | Duração |
| -------------------------------------- | -------------------------------- | ---------------------------------------------------------------- | ---------------------------- | ------------------------------------------------------------------------------------------- | --------------------- | ------- |
| The Conjuring                          | Joseph Bishara                   | John R. Leonetti                                                 | Kirk Morri                   | New Line Cinema, The Safran Company e Evergreen Media Group                                 | Warner Bros. Pictures | 112 min |
| Annabelle                              | Joseph Bishara                   | James Kniest                                                     | Tom Elkins                   | New Line Cinema, The Safran Company, RatPac-Dune Entertainment e Atomic Monster Productions | Warner Bros. Pictures | 99 min  |
| The Conjuring 2                        | Joseph Bishara                   | Don Burgess                                                      | Kirk Morri                   | New Line Cinema, The Safran Company, RatPac-Dune Entertainment e Atomic Monster Productions | Warner Bros. Pictures | 134 min |
| Annabelle: Creation                    | Benjamin Wallfisch               | Maxime Alexandre                                                 | Michel Aller                 | New Line Cinema, The Safran Company, RatPac-Dune Entertainment e Atomic Monster Productions | Warner Bros. Pictures | 110 min |
| The Nun                                | Abel Korzeniowski                | Maxime Alexandre                                                 | Michel Aller e Ken Blackwell | New Line Cinema, The Safran Company e Atomic Monster Productions                            | Warner Bros. Pictures | 97 min  |
| Annabelle Comes Home                   | Kirk Morri                       | New Line Cinema, The Safran Company e Atomic Monster Productions | 106 min                      |                                                                                             | Warner Bros. Pictures |         |
| The Conjuring: The Devil Made Me Do It | Peter Gvozdas e Christian Wagner | New Line Cinema, The Safran Company e Atomic Monster Productions | 112 min                      |                                                                                             | Warner Bros. Pictures |         |
| The Nun 2                              | TBA                              | New Line Cinema, The Safran Company e Atomic Monster Productions | Tristan Nyby                 | TBA                                                                                         | Warner Bros. Pictures | TBA     |

## Trilhas sonoras

### The Conjuring(2013)
A trilha sonora do filme foi composta por Joseph Bishara que, anteriormente, colaborou com o diretor James Wan em Insidious (2011). "James me perguntou no começo de The Conjuring, enquanto o filme ainda estava se juntando", explicou Bishara sobre seu envolvimento. "O estúdio e os produtores foram muito favoráveis ao permitir que ele trouxesse quem ele quisesse, com muitos de seus antigos membros do Insidious e, até mesmo, retornando mais cedo." Mais adiante, no processo de desenvolvimento, James Wan ofereceu a Bishara a chance de atuar no filme, que ele havia feito anteriormente em Insidious. "Nós conversamos sobre música primeiro e, então, James mencionou que ele pode querer que eu interprete uma das entidades nisso. Depois de ler o roteiro, descobriu-se que era Bathsheba", disse Bishara. Por causa de seu envolvimento precoce, Bishara teve mais tempo para trabalhar na trilha sonora do filme. "Por alguma razão, eu estava ouvindo os aglomerados de latão como uma resposta inicial ao material, um efeito de língua quieta e vibrante, e cresceu a partir daí", disse Bishara em seu processo criativo.
Um álbum de trilha sonora foi lançado pela La-La Land Records e WaterTower Music em 16 de julho de 2013. Além dos temas de Bishara, a trilha sonora também inclui uma faixa intitulada "Family Theme" do compositor Mark Isham. O músico de vanguarda e compositora Diamanda Galás, também contribuiu para a pontuação de Bishara, realizando uma improvisação vocal em cima da instrumentação previamente gravada. Outras canções incluídas no filme: "In the Room Where you Sleep" de Dead Man's Bones, "Sleep Walk" de Betsy Brye, "Time of the Season" de The Zombies, e "Wish I May" de Breaking Benjamin.

### Annabelle(2014)
Em 24 de abril de 2014, Joseph Bishara foi contratado para compor a trilha sonora para o filme. A WaterTower Music lançou o álbum da trilha sonora em 30 de setembro de 2014.

### The Conjuring(2016)

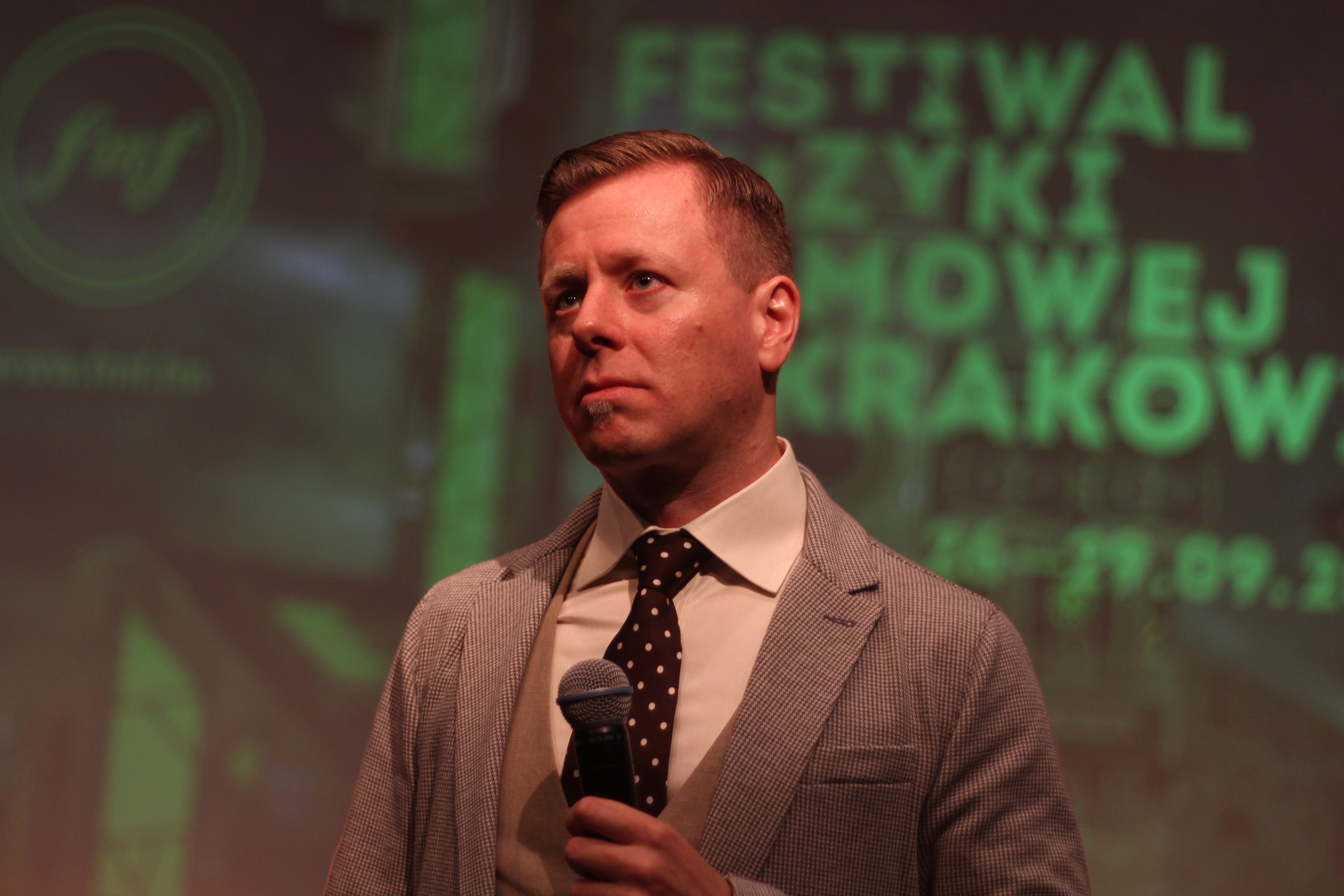
Abel Korzeniowski na FMF byVetulani 01.

A trilha sonora original do filme foi composta por Joseph Bishara, e foi lançada em 3 de junho de 2016 pela WaterTower Music. Bishara, um colaborador recorrente do diretor James Wan, compôs a trilha sonora depois de ter escrito, anteriormente, a mesma para The Conjuring, para Annabelle e para a série de filmes Insidious. O ator principal Patrick Wilson interpreta "Can't Help Falling in Love" de Elvis Presley em uma guitarra no filme, enquanto canções como "London Calling" de The Clash, "I Started a Joke" de Bee Gees e as cantigas de roda "This Old Homem" e "There Was a Crooked Man" também são apresentadas. Os temas da família do compositor Mark Isham, do primeiro filme, "Photograph" e "Happy Family", também foram usados em The Conjuring 2.

### Annabelle: Creation(2017)
Em 23 de novembro de 2016, Benjamin Wallfisch foi contratado para compor a trilha sonora para o filme. A WaterTower Music lançou o álbum da trilha sonora em 4 de agosto de 2017.

### The Nun(2018)
A trilha sonora original do filme, foi composta por Abel Korzeniowski, e foi lançada em 31 de agosto de 2018, pela WaterTower Music.
A trilha sonora possui 20 músicas, totalizando cerca de 45 minutos. Entre elas, destacam-se God Ends Here, Valak e Corridor of Crosses.
Em uma entrevista a revista Film Music Magazine, Korzeniowski disse que não é um grande visualizador de filmes de terror: "Muitas vezes, às vezes, eles são fortes demais para mim. Eu normalmente não procuro por eles. Mas um que ficou comigo foi Drácula de Bram Stoker, por causa de seu senso de romantismo e pela participação na trilha sonora de Wojciech Kilar. Eu posso assistir a ele uma e outra vez, repetidamente."
Em sequência, foi perguntado como ele se envolveu no filme: "Isso foi através da Warner Brothers e da New Line. Eles achavam que o filme poderia usar um pouco da minha abordagem com base em todas as minhas participações em outros filmes. Eu tive a chance de falar com o diretor do filme, Corin Hardy, que ainda estava filmando na Romênia na época, e nos conectamos muito bem. Esta foi uma compreensão muito fácil sobre The Nun desde o início, porque me mostraram muito da fotografia principal em um estágio inicial. Isso me permitiu acumular camadas e camadas de ideias para a trilha sonora do filme", concluiu ele.

### Annabelle Comes HomeeThe Conjuring: The Devil Made Me Do It
Em fevereiro de 2019, foi confirmado que Bishara voltaria também para fazer a trilha sonora tanto de Annabelle Comes Home como de The Conjuring: The Devil Made Me Do It.

## Recepção
A franquia foi notável por seu lucro, com The Conjuring e seu acompanhamento, tendo ganho um lucro combinado de 260 milhões, de acordo com o Deadline, enquanto Annabelle conseguiu fazer 40 vezes seu orçamento de 6,5 milhões de dólares. Com todas as despesas juntas, a franquia fez, até agora, mais de 738 milhões em lucro de bilheteria só nos Estados Unidos, e mais de 1,394 bilhão internacionalmente, totalizando mais de 2,132 bilhão em todo o mundo, contra um orçamento de 178,5 milhões.
O crítico de cinema e comentarista de bilheteria Scott Mendelson da Forbes, chamou a franquia de "primeiro universo cinematográfico pós-sucesso da Marvel".

### Bilheteria
| Filme                                  | Lançamento nos Estados Unidos | Receita (em $)   | Receita (em $)     | Receita (em $) | Ranking                  | Ranking              | Orçamento (em $) | Ref.            |
| Filme                                  | Lançamento nos Estados Unidos | América do Norte | Outros Territórios | Mundialmente   | Ranking América do Norte | Ranking Mundialmente | Orçamento (em $) | Ref.            |
| -------------------------------------- | ----------------------------- | ---------------- | ------------------ | -------------- | ------------------------ | -------------------- | ---------------- | --------------- |
| The Conjuring                          | 19 de julho de 2013           | $137,446,368     | $182,959,874       | $320,406,242   | 430.º                    | 436.º                | $20 milhões      | [ 135 ] [ 136 ] |
| Annabelle                              | 3 de outubro de 2014          | $84,284,252      | $173,305,469       | $257,589,721   | 902.º                    | 571.º                | $6,5 milhões     | [ 133 ] [ 135 ] |
| The Conjuring 2                        | 10 de junho de 2016           | $102,516,140     | $219,318,211       | $321,834,351   | 697.º                    | 433.º                | $40 milhões      | [ 135 ] [ 137 ] |
| Annabelle: Creation                    | 11 de agosto de 2017          | $102,092,201     | $204,423,683       | $306,515,884   | 703.º                    | 461.º                | $15 milhões      | [ 135 ] [ 138 ] |
| The Nun                                | 7 de setembro de 2018         | $117,481,222     | $248,101,575       | $365,582,797   | 568.º                    | 344.°                | $22 milhões      | [ 135 ] [ 139 ] |
| Annabelle Comes Home                   | 26 de junho de 2019           | $74,152,591      | $157,100,000       | $231,252,591   | 1079.º                   | 667.º                | $27 milhões      | [ 63 ] [ 135 ]  |
| The Conjuring: The Devil Made Me Do It | 4 de junho de 2021            | $65,631,050      | $140,770,430       | $206,401,480   | 1280.º                   | 841.º                | $39 milhões      | [ 63 ] [ 135 ]  |
| Total                                  |                               | $664,184,972     | $1,237,279,242     | $1,901,464,214 |                          |                      | $178,5 milhões   | [ 135 ]         |

### Críticas
| Filme                                  | Rotten Tomatoes    | Metacritic       | CinemaScore |
| -------------------------------------- | ------------------ | ---------------- | ----------- |
| The Conjuring                          | 85% (218 críticas) | 68 (35 críticas) | A-          |
| Annabelle                              | 29% (130 críticas) | 37 (27 críticas) | B           |
| The Conjuring 2                        | 81% (246 críticas) | 65 (38 críticas) | A-          |
| Annabelle: Creation                    | 71% (184 críticas) | 62 (29 críticas) | B           |
| The Nun                                | 26% (194 críticas) | 46 (32 críticas) | C           |
| Annabelle Comes Home                   | 65% (200 críticas) | 53 (35 críticas) | B-          |
| The Conjuring: The Devil Made Me Do It | 55% (249 críticas) | 53 (35 críticas) | B+          |
| Média                                  | 55%                | 53               | B           |

## Prêmios e indicações
O filme mais premiado da franquia foi o The Conjuring, o primeiro filme da franquia, com destaque à vitória no Prêmio Saturno de melhor filme de terror do ano.

## Televisão
Em maio de 2021, Peter Safran disse que havia desenvolvimentos em andamento para uma série de televisão ambientada em The Conjuring Universe. O produtor afirmou que, embora não quisesse se afastar dos filmes de cinema, havia "algumas histórias mais longas que seriam melhor contadas em oito episódios ou oito horas, em vez de apenas um filme de duas horas". Safran reconheceu que uma expansão da franquia para programas de televisão estava em discussão já há algum tempo, com o lançamento do HBO Max fornecendo à Warner Bros. um distribuidor para qualquer série em potencial.

## Revista em quadrinhos
Em abril de 2021, a DC Comics formou um novo lançamento de terror chamado DC Horror. O primeiro de uma série de quadrinhos ambientados em The Conjuring Universe foi lançado em 1 de junho do mesmo ano. The Conjuring: The Lover é uma série limitada de 5 edições que serve como uma prequela de The Conjuring: The Devil Made Me Do It. A história envolve uma estudante universitária chamada Jessica. Ela luta com a vida universitária e sua descoberta de que algo sinistro a está mirando. Cada edição inclui histórias de backup, que exploram os artefatos amaldiçoados no museu do porão de Warren. A série limitada é co-escrita por David Leslie Johnson-McGoldrick e Rex Ogle, com arte de Garry Brown e capa de Bill Sienkiewicz. As histórias de backup com os itens ocultos da sala de artefatos dos Warrens foram escritas por vários escritores: a primeira de Scott Snyder, com Denys Cowan servindo como artista, a segunda do escritor Che Grayson e do artista Juan Ferreyra, a terceira do escritor Tim Seeley e do artista Kelley Jones, seguido pela quarta do escritor Ray Fawkes e do artista Christopher Mitten, e pela quinta do escritor e artista Dominike "Domo" Stanton. Em março de 2022, uma capa dura comercial coletando as edições foi lançada.
| Número | Data de publicação    | Título                                               | Escritor(es)                               | Artista(s)              |
| ------ | --------------------- | ---------------------------------------------------- | ------------------------------------------ | ----------------------- |
| #1     | 1 de junho de 2021    | "The Conjuring: The Lover #1"                        | David Leslie Johnson-McGoldrick & Rex Ogle | Garry Brown             |
| #1     | 1 de junho de 2021    | "Tales from the Artifact Room: The Ferryman"         | Scott Snyder                               | Denys Cowan             |
| #2     | 6 de julho de 2021    | "The Conjuring: The Lover #2"                        | David Leslie Johnson-McGoldrick & Rex Ogle | Garry Brown             |
| #2     | 6 de julho de 2021    | "Tales from the Artifact Room: The Bloody Bride"     | Che Grayson                                | Juan Ferreyra           |
| #3     | 3 de agosto de 2021   | "The Conjuring: The Lover #3"                        | David Leslie Johnson-McGoldrick & Rex Ogle | Garry Brown             |
| #3     | 3 de agosto de 2021   | "Tales from the Artifact Room: The Accordion Monkey" | Tim Seeley                                 | Kelley Jones            |
| #4     | 7 de setembro de 2021 | "The Conjuring: The Lover #4"                        | David Leslie Johnson-McGoldrick & Rex Ogle | Garry Brown             |
| #4     | 7 de setembro de 2021 | "Tales from the Artifact Room: The Sleeping Song"    | Ray Fawkes                                 | Christopher Mitten      |
| #5     | 5 de outubro de 2021  | "The Conjuring: The Lover #5"                        | David Leslie Johnson-McGoldrick & Rex Ogle | Garry Brown             |
| #5     | 5 de outubro de 2021  | "Tales from the Artifact Room: The Chalice"          | Dominike "Domo" Stanton                    | Dominike "Domo" Stanton |

## Mídiatie-in
Em julho de 2013, antes do lançamento teatral de The Conjuring, a Vice Media ao lado da Warner Bros e da New Line Cinema apresentou uma série de curtas-metragens antológicos de terror, intitulada The 3:07 A.M. Project, como uma forma de mídia tie-in. Na série de curtas, a hora mágica das 3h07 da manhã é o único tema recorrente em cada curta. Os curtas foram apresentados como um estratégia de marketing para chamar a atenção para o primeiro filme do The Conjuring Universe, até a data de lançamento. Os curtas-metragens tiveram uma recepção mista, enquanto cada cineasta mais tarde encontraria sucesso em outras franquias de terror notáveis. Embora a série não se conecte diretamente à franquia, ela serviu como a primeira tentativa de expansão da franquia, enquanto esse tempo específico foi referenciado no primeiro filme da franquia.
| Filme                  | Lançamento nos Estados Unidos | Diretor         | Roteirista      | Produtor      |
| ---------------------- | ----------------------------- | --------------- | --------------- | ------------- |
| This One, For The Lady | 17 de julho de 2013           | Nacho Vigalondo | Nacho Vigalondo | Rob Cotterill |
| The Séance             | 17 de julho de 2013           | Max Landis      | Max Landis      | Rob Cotterill |
| Box                    | 17 de julho de 2013           | Ti West         | Ti West         | Rob Cotterill |
| One Last Dive          | 17 de julho de 2013           | Jason Eisener   | Jason Eisener   | Rob Cotterill |

## Ações judiciais
Norma Sutcliffe e Gerald Helfrich, os atuais donos da casa na qual o The Conjuring foi baseado, processaram James Wan, a Warner Bros. e outros produtores, alegando que suas propriedades estavam sendo constantemente vandalizadas como consequência do filme. A revista Entertainment Weekly obteve documentos nos quais os proprietários afirmam várias invasões e ratificam que encontraram numerosos objetos afiliados a cultos satânicos. O processo também revela que os atuais proprietários compraram a casa em 1987 e viveram "em paz" até 2013. Ambos os proprietários estavam procurando por danos não especificados. Quando questionado, um porta-voz da Warner Bros. recusou-se a comentar o assunto.
Gerald Brittle, autor de um livro sobre os Warrens chamado The Demonologist, abriu um processo de 900 milhões em 29 de março de 2017 contra a Warner Bros., a New Line Cinema, James Wan e outros, alegando que ele tinha os direitos exclusivos da história dos Warrens e que tinha sido ilegalmente roubado pelos estúdios e produtores. O caso estava agendado para ir a julgamento em 16 de abril de 2018, com um porta-voz da Warner Bros. comentando: "Estamos satisfeitos que o Tribunal reduziu significativamente o caso e esperamos resolver as reivindicações restantes no julgamento sumário. As reivindicações de Brittle são não apenas sem mérito, mas também contradiz as admissões anteriores do Sr. Brittle em outros processos judiciais falidos sobre os filmes The Conjuring". No entanto, em 13 de dezembro de 2017, a Warner Bros. resolveu o processo, revelando que Tony DeRosa-Grund, o produtor do filme original, era o "mentor" por trás do processo, sem que Brittle nunca tivesse se envolvido.
Um porta-voz comentou: "A New Line argumentou que DeRosa-Grund era o mentor do processo, estava controlando e dirigindo o processo, e tentou entrar em negociações secretas com o Brittle". O próprio Brittle afirmou: "O Sr. DeRosa-Grund tem controlado esse litígio desde o início. Com base em uma revisão de mensagens de texto entre o Sr. DeRosa-Grund e meu advogado, eu entendo que ele até ameaçou meus advogados que se eles enviassem informações de mim sem que ele as visse primeiro, eles seriam demitidas". Brittle entrou em mais detalhes no acordo. Isto segue repetidos processos falhados por DeRosa-Grund para a Warner Bros. por reclamações de milhões de dólares da franquia, a ponto de ele entrar em apuros com os tribunais e chegar a um acordo com a Warner Bros. para nunca mais processá-los por qualquer coisa relacionada à franquia.